# Jörg Matheis
Jörg Matheis (* 22. Januar 1970 in Altenglan-Mühlbach, Pfalz; † 19. September 2023 in Ingelheim) war ein deutscher Schriftsteller.

## Leben
Jörg Matheis absolvierte bis 1994 ein Studium der Germanistik, Philosophie und Politikwissenschaft an der Universität Mainz. Er veröffentlichte erzählerische und lyrische Texte in Zeitschriften und Anthologien. 2002 nahm er am Ingeborg-Bachmann-Wettbewerb in Klagenfurt teil; 2003 erschien sein erster Band mit Erzählungen (Mono). Über das Buch schrieb Andreas Dorschel: „Matheis will weder die provinzielle Welt noch die große Stadt entlarven. Er will sie zeigen, wie sie sind. Dabei gelingt es ihm, Stimmungen, Atmosphären in Worte zu fassen. Er hat ein Gespür zumal für den nach oben drängenden Unterstrom von Gewalt im Alltag, zwischen den Geschlechtern wie zwischen den Generationen, vor dem auch die Differenz von Provinz und großer Stadt belanglos wird.“
Im März 2008 erschien Matheis' Romandebüt, Ein Foto von Mila; der Roman befasst sich mit dem Flugtagunglück von Ramstein, bei dem 70 Menschen zu Tode kamen. Matheis, der in der Marketingabteilung einer Wiesbadener Bank tätig war, lebte in Ingelheim.
Er verstarb am 19. September 2023 in Ingelheim.

## Werke (Auswahl)
Erzählungen
- Triangel. In: BELLA triste Nr. 8 (2004), ISSN 1618-1727
- Mono. Erzählungen. C. H. Beck, München 2003, ISBN 978-3-406-50261-3.

Romane
- Ein Foto von Mila. Roman. C. H. Beck, München 2008, ISBN 978-3-406-57031-5.

## Auszeichnungen (Auswahl)
- 1998: Förderpreis zum Georg-K.-Glaser-Preis
- 2000: Martha-Saalfeld-Förderpreis
- 2001: Förderpreis des Eifel-Literatur-Festivals
- 2003: Sonderpreis der Jury zum rheinland-pfälzischen Buch des Jahres für Mono
- 2003: Hermann-Lenz-Stipendium
- 2004: Bremer Literaturförderpreis
- 2005: Förderpreis zum Pfalzpreis für Literatur
- 2009: Koblenzer Literaturpreis
- 2009: Buch des Jahres für Ein Foto von Mila
- 2009: Georg-K.-Glaser-Preis